# Зоріле (Констанца)
Зоріле (рум. Zorile) — село у повіті Констанца в Румунії. Входить до складу комуни Адамклісі.
Село розташоване на відстані 151 км на схід від Бухареста, 57 км на захід від Констанци.

## Населення
За даними перепису населення 2002 року у селі проживали 656 осіб, усі — румуни. Усі жителі села рідною мовою назвали румунську.